# 于湖县
于湖县，西晋到隋朝的县名，在今安徽省当涂县南。
孙吴时，于湖城属于丹阳县，是督农校尉的治所。西晋太康二年（281年），分设于湖县，属于丹阳郡。东晋太宁元年（323年），王敦从武昌移镇姑孰，屯守于湖县。之后在于湖县侨置淮南郡。刘宋、南齐、南梁、南陈沿置，隋朝灭南陈，废淮南郡，于湖县省入当涂县。